# All My Love (canção de Major Lazer)
"All My Love" é uma canção do grupo de música eletrônica norte-americano Major Lazer, com vocais da cantora norte-americana Ariana Grande. Foi lançada em 13 de novembro de 2014 como a quinta faixa da trilha sonora de "The Hunger Games: Mockingjay – Part 1" (2014). A música foi escrita por Ariana Grande, Lorde e MØ, com produção de Boaz van de Beatz, Jr Blender e Diplo.
Trata-se de uma canção de electropop e dance-pop com elementos de dancehall. "All My Love" recebeu críticas positivas, que elogiaram a produção da faixa.
Comercialmente, a música teve um desempenho moderado na Bélgica e entrou nas paradas da França e do Reino Unido. Um remix da canção, com vocais de Grande e do cantor trinitário Machel Montano, foi lançado em 21 de janeiro de 2015 e aparece como a faixa final do terceiro álbum de estúdio do Major Lazer, "Peace Is the Mission" (2015). Essa versão apresenta uma interpolação da música "Lollipop (Candyman)" de Aqua, de 1997. Ela teve um desempenho moderado na Bélgica e entrou nas paradas do Canadá. Grande performou a versão original em algumas datas da "The Honeymoon Tour" (2015).

## Antecedentes
"All My Love" foi mencionada pela primeira vez por Diplo em 16 de outubro de 2014 através do Twitter. Porém, ele rapidamente apagou o tweet. Cinco dias depois, em 21 de outubro, a trilha sonora de The  Hunger Games: Mockingjay - Part 1 foi revelada. Havia uma faixa misteriosa intitulada "Track 5" gravada por "Various Artists." Lorde explicou pelo Twitter que a música não estava finalizada ainda, por isso não havia sido divulgada.
Em 28 de outubro, Grande revelou em uma transmissão ao vivo na Twitcam que ela estava presente na trilha sonora de  The Hunger Games: Mockingjay - Part 1. Ela descreveu a canção como interessante e diferente.
Lorde confirmou oficialmente o título da faixa misteriosa, "All My Love", e os artistas, Major Lazer e Ariana Grande, em 3 de novembro pelo Twitter.

## Composição
"All My Love" é uma canção de electropop e dance, com elementos de dancehall. É uma reminiscência do single anterior de Grande, "Break Free", com a participação do DJ russo Zedd. Na letra, a canção é sobre como um amor doloroso vale a pena a luta. "All My Love" escrito na chave de A menor.